# Moreno Argentin
Moreno Argentin (San Donà di Piave, Vèneto, 17 de desembre de 1960) va ser un ciclista italià, que fou professional entre 1980 i 1994, durant els quals aconseguí 86 victòries.
Com a ciclista júnior i amateur, Argentin fou una vegada campió en ruta del seu país, dues vegades campió de persecució per equips i tres vegades campió de contrarellotge per equips.
Com a professional destaquen dos campionats en ruta d'Itàlia, el 1983 i 1989 i el Campionat del món de ciclisme de 1986, a banda de pujar al podi en dues ocasions més.
Va destacar en les proves de mitja muntanya, aconseguint un brillant palmarès en proves d'un dia, com ara la Lieja-Bastogne-Lieja, la Fletxa Valona, el Tour de Flandes o la Volta a Llombardia. Al Giro d'Itàlia guanyà 13 etapes i dues al Tour de França.

## Palmarès
- 1979
  - 1r al Piccolo Giro de Llombardia
- 1980
  - 1r al Giro delle Valli Aretine
- 1981
  - 1r al Gran Premi de la Indústria i el Comerç de Prato
  - Vencedor de 2 etapes al Giro d'Itàlia
- 1982
  - 1r al Trofeu Matteotti
  - 1r al Giro de la Romanya
  - 1r al Gran Premi de la Indústria i el Comerç de Prato
  - Vencedor d'una etapa al Giro d'Itàlia
  - Vencedor d'una etapa a la Volta a Suïssa
- 1983
  -  Campió d'Itàlia en ruta
  - 1r a la Coppa Sabatini
  - 1r al Gran Premi Ciutat de Camaiore
  - Vencedor de 2 etapes al Giro d'Itàlia
  - Vencedor de 2 etapes a la Tirrena-Adriàtica
- 1984
  - 1r a la Setmana ciclista internacional
  - 1r del Giro del Vèneto
  - Vencedor de 2 etapes al Giro d'Itàlia
  - Vencedor d'una etapa a la Ruta d'Or
- 1985
  - 1r a la Lieja-Bastogne-Lieja
  - 1r a la Volta a Dinamarca
  - Vencedor d'una etapa a la Tirrena-Adriàtica
  - Vencedor d'una etapa al Tour de Romandia
- 1986
  -  Campionat del món de ciclisme
  - 1r a la Lieja-Bastogne-Lieja
- 1987
  - 1r a la Lieja-Bastogne-Lieja
  - 1r a la Volta a Llombardia
  - Vencedor de 3 etapes al Giro d'Itàlia
  - Vencedor de 2 etapes a la Tirrena-Adriàtica
  - Vencedor d'una etapa a la Volta a Andalusia
  - 1r als Sis dies de Bassano del Grappa (amb Anthony Doyle i Roman Hermann)
- 1988
  - 1r del Giro del Vèneto
  - 1r al Giro de la Província de Reggio de Calàbria
  - Vencedor d'una etapa al Critèrium Internacional
- 1989
  -  Campió d'Itàlia en ruta
  - 1r al Giro dels Apenins
  - Vencedor d'una etapa a la Bicicleta Basca
- 1990
  - 1r al Tour de Flandes
  - 1r a la Fletxa Valona
  - 1r a la Coppa Sabatini
  - Vencedor d'una etapa al Tour de França
  - Vencedor d'una etapa a la Volta a Suïssa
- 1991
  - 1r a la Lieja-Bastogne-Lieja
  - 1r a la Fletxa Valona
  - Vencedor d'una etapa al Tour de França
- 1992
  - 1r a la Setmana ciclista internacional
  - Vencedor de 3 etapes a la Tirrena-Adriàtica
- 1993
  - Vencedor de 2 etapes al Giro d'Itàlia
  - Vencedor d'una etapa al Tour del Mediterrani
- 1994
  - 1r a la Fletxa Valona
  - 1r al Giro del Trentino i vencedor d'una etapa
  - Vencedor d'una etapa al Giro d'Itàlia

### Resultats al Giro d'Itàlia
- 1981. 43è de la classificació general. Vencedor de 2 etapes
- 1982. 38è de la classificació general. Vencedor d'una etapa
- 1983. 45è de la classificació general. Vencedor de 2 etapes
- 1984. 3r de la classificació general. Vencedor de 2 etapes
- 1987. 31è de la classificació general. Vencedor de 3 etapes
- 1989. 15è de la classificació general
- 1993. 6è de la classificació general. Vencedor de 2 etapes
- 1994. 14è de la classificació general. Vencedor d'una etapa

### Resultats al Tour de França
- 1990. Abandona (6a etapa). Vencedor d'una etapa
- 1991. 59è de la classificació general. Vencedor d'una etapa
- 1992. Abandona (8a etapa)